# Щ-311
Щ-311 «Кумжа» — советская дизель-электрическая торпедная подводная лодка времён Второй мировой войны, принадлежит к серии V-бис 2 проекта Щ — «Щука». Находилась в составе Балтийского флота, самая результативная в ходе советско-финляндской войны.

## История службы

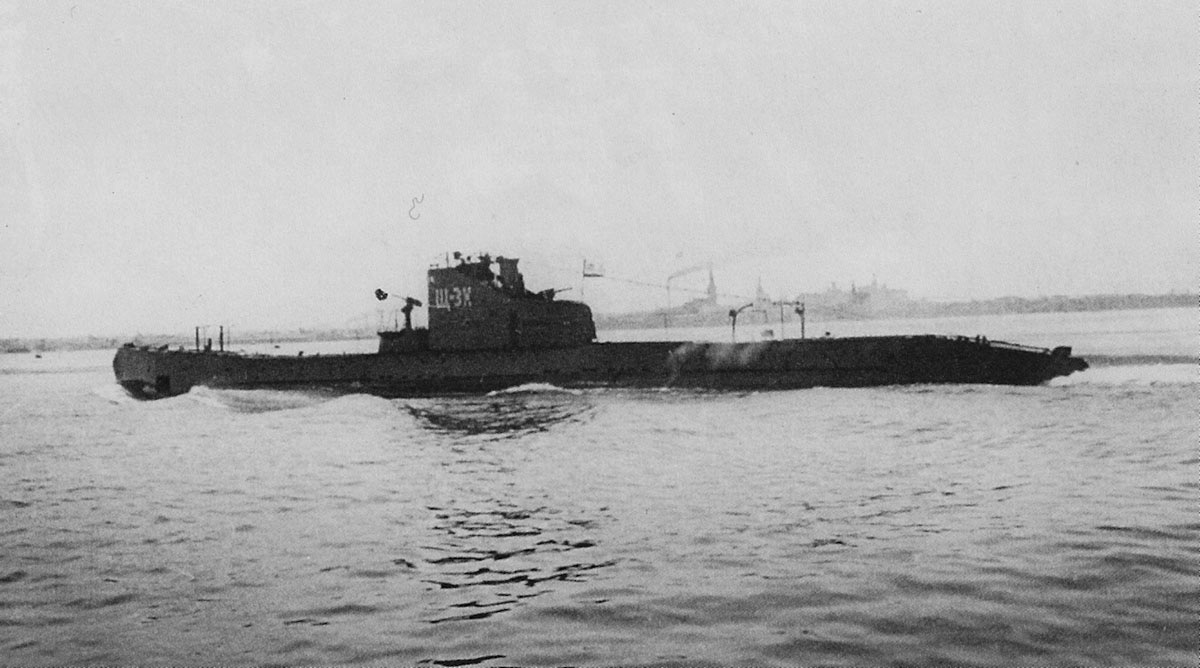
«Щ-311» в Таллине. 17 мая 1941 года

Советско-финляндская война — 1 боевой поход, потопила 2 судна:
1. Финский пароход «Вильпас» (775 брт) — 28 декабря 1939 года, в Ботническом заливе
2. Шведский пароход «Фенрис» (484 брт) — 5 января 1940 года

Также предположительно повредила 1 транспорт (по докладу командира — уничтожила артиллерийским огнём).
Командиру подводной лодки «Щ-311» «Кумжа» капитан-лейтенанту Ф. Г. Вершинину 7 февраля 1940 было присвоено звание Героя Советского Союза, а подводная лодка в тот же день награждена орденом Красного Знамени.
Великая Отечественная война — 4 боевых похода.
15 ноября 1941 года у маяка Каппельудден были обнаружены ходовые огни, затем показался одиночный транспорт. Подводная лодка атаковала его 4 раза, выпустила 5 торпед, но атаки закончились безуспешно. После этого «Кумжа» всплыла и открыла артиллерийский огонь, выпустив 20 45-мм снарядов. Однако через 4 минуты лодка попала под обстрел шведской береговой батареи и погрузилась. По немецким данным, был атакован бывший датский транспорт «Эмануэль», получивший незначительные повреждения.
Краснознамённая подводная лодка «Щ-311» «Кумжа» погибла в 1942 году, при совершении перехода из Кронштадта на свою боевую позицию в район островов Готланд и Эланд. Попав в немецкое противолодочное поле, получила повреждения и совершила аварийное всплытие. В момент взрыва лодку засекли на финской гидроакустической станции, после чего на место был послан бомбардировщик лейтенанта Эркки Палосуо, который и нанес фатальный удар, сбросив глубинную бомбу прямо в рубку подводной лодки.
Летом 2012 года Щ-311 была найдена на дне Балтийского моря в Финском заливе в районе между мысом Порккала и островом Найссар и была обследована совместными усилиями финских и российских команд дайверов Divers of the Dark и «Поклон кораблям Великой Победы».

## Командиры
- с 1935 по 1938 год — капитан 3 ранга Лопухин А. Г.;
- с 1938 по 1940 год — капитан-лейтенант Вершинин Ф. Г.;
- с 1940 по 1942 год — капитан-лейтенант Сидоренко П. А.,
- с 1942 — капитан 3 ранга Пудяков А. С.